# Sardanapalus

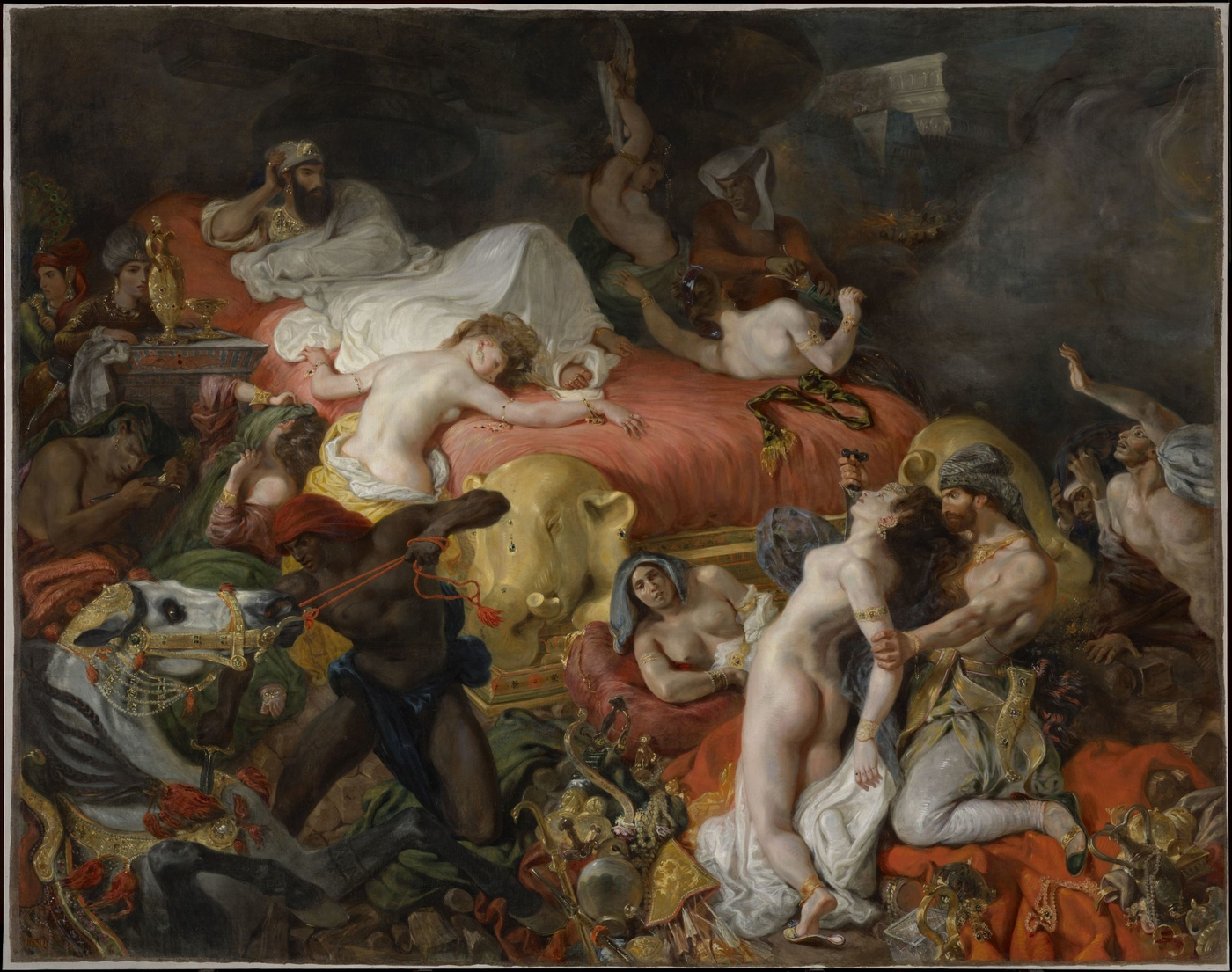
De dood van Sardanapalus door Delacroix. 1827, Musée du Louvre, Parijs

Sardanapalus is een fictieve Assyrische koning uit de zevende eeuw voor Christus die in grote luxe leefde. Toen de Meden en Babyloniërs hem versloegen bij Ninive, verbrandde hij zijn paleis, bracht de hofhouding om en pleegde zelfmoord. Ktesias van Knidus tekende in de 5e v.Chr. zijn verhaal op op basis van Perzische bronnen. De apologeet Justinus Martyr beschrijft in II Apol.7 Sardanapalus samen met Epicurus en anderen als mensen die gezegend zijn met overvloed en (goddelijke) glorie. Dit in tegenstelling tot Socrates - een oprecht mens - die vervolgd werd en 'in de boeien' was.
Sardanapalus werd vroeger vereenzelvigd met de Assyrische koning Assurbanipal. De legende over de dood van Sardanapalus is mogelijk gebaseerd op de dood van Assurbanipals broer Shamash-shumu-ukin of van zijn zoon Sin-Shar-ishkun.
Lord Byron schreef een tragedie met de titel Sardanapalus.